# Olenîne, Kamin-Kașîrskîi
Olenîne (în ucraineană Оленине) este o comună în raionul Kamin-Kașîrskîi, regiunea Volînia, Ucraina, formată numai din satul de reședință.
Localitatea face parte din regiunea istorică Volânia, iar după tratatul de pace de la Riga din 1921 a devenit parte a Poloniei, după 1939 intrând în componența Uniunii Sovietice.

## Demografie
Componența lingvistică a satului Olenîne
     Ucraineană (99,91%)
     Alte limbi (0,09%)
Conform recensământului din 2001, majoritatea populației satului Olenîne era vorbitoare de ucraineană (99,91%), existând în minoritate și vorbitori de alte limbi.